# Лучицкий, Борис Болеславович
Борис Болеславович Лучицкий (7 февраля 1906, ст. Усть-Медведицкая — 6 марта 1966, Чернигов) — советский украинский театральный режиссёр. Народный артист Украинской ССР (1954).

## Биография
Родился в 1906 году в станице Усть-Медведицкая (ныне город Серафимович, Волгоградская область, Россия). Из театральной династии Лучицких.
С 1912 года играл в труппе отца Болеслава Оршанова-Лучинского и в харьковской труппе Алексеяй Суходольского.
Затем актёр в разных рабочих и крестьянских театрах на Украине: в 1922—1924 годах — театра Черниговского губернского управления народного образования; в 1924—1928 годах — театральной труппы под руководством отца; в 1928—1930 годах — коллектива украинской драмы и оперетты «Гудок».
В 1933 году окончил курсы по подготовке режиссёров рабоче-колхозных театров Всеукраинского института коммунистического образования в Харькове.
С 1933 года — основатель, директор и художественный руководитель Нежинского украинского музыкально-драматического театра им. М.Коцюбинского.
Участник Великой Отечественной войны, но на фронте не был: в РККА с августа 1941 году, в 1942 году закончил Ленинградское артиллерийско-техническое училище зенитной артиллерии на тот момемт эвакуированное в город Томск, где в звании младшего техника-лейтенанта продолжил до конца войны службу в должности лаборанта, награждён медалью «За победу над Германией» (1945).
После войны вернулся в свой театр, и снова — его художественный руководитель и главный режиссёр до 1960 года.
В 1951 году присвоено звание Заслуженный артист Украинской ССР, в 1954 году удостоен звания Народный артист Украинской ССР.
В 1960—1966 годах — актёр и режиссёр Черниговского украинского музыкально-драматического театра им. Т. Шевченко.
Умер в 1966 году в Чернигове, похоронен на Петропавловском кладбище.
Племянник Владислава Лучицкого-Данченко.

## Фильмография
- 1939 — Щорс — Миша (нет в титрах)
- 1958 — Весёлый заговор (к/м) — Козуб (главная роль)